# Convento de San Francisco (Arroyo de la Luz)
El convento de San Francisco es un edificio histórico del siglo XVI ubicado en el municipio español de Arroyo de la Luz, en la provincia de Cáceres. Fundado originalmente como un convento de franciscanos descalzos, fue desamortizado en el siglo XIX y actualmente se utiliza como centro cultural.

## Localización
Se ubica en las afueras occidentales de la villa junto al cruce de las calles Castillo y Convento. Al este del convento hay una pista polideportiva y al oeste fluye el arroyo de la Grajuela, afluente del río Pontones. Su parcela abarca 2069 m².

## Historia
El convento fue fundado en 1570 por iniciativa de los señores de la villa y con la participación de la propia villa, quienes lo donaron a los franciscanos descalzos, apenas unos años después del fallecimiento del gran reformador de la orden Pedro de Alcántara. Su construcción comenzó en 1574; sin embargo, debido a dificultades económicas, se cree que no llegó a ser ocupado por los monjes hasta 1593.
Tras la construcción del convento, los monjes promovieron activamente la creación de una ribera de huertas en la villa. Originalmente comenzaron a cultivar un pequeño huerto junto al convento para autoabastecerse, pero también fueron impulsando la construcción de acequias y riegos y su organización en parcelas. La ribera de huertas de Arroyo de la Luz todavía existe y cuenta con más de 450 parcelas. Por el contrario, este convento destacó por el hecho de no tener enfermería propia, ya que los franciscanos descalzos de Arroyo utilizaban el Oratorio-Enfermería de San Pedro de Alcántara de la vecina villa de Cáceres.
En el siglo XVIII, este convento fue el lugar de iniciación conventual del fraile franciscano Fernando Parrón, uno de los tres frailes que en 1769 establecieron en California la Misión San Diego de Alcalá, que dio origen a la actual ciudad de San Diego.
En el Interrogatorio de la Real Audiencia de Extremadura de 1791 se describe así al convento:

Hay un convento, distante de la poblacion quatrocientos pasos y es de Religiosos de San Pedro Alcantara, y reducida su comunidad a onze sacerdotes, quatro coristas, quatro legos, dos donados y un arriero. Un religioso de este convento se dedica a enseñar gratuitamente gramatica, tiene este convento su enfermeria en la villa de Cáceres, la que parece ha tenido su origen quando en esta villa no havia medico y tambien se pretexta para mantenerla que el sitio del convento es poco sano.

El convento fue exclaustrado en el siglo XIX en el marco de la desamortización. En el siglo XX se utilizó como almazara, de la cual actualmente se conservan en el exterior restos del molino. En este período se produjo la ruina de buena parte de las instalaciones por abandono, ya que solamente se utilizaban para alojar animales; por el contrario, el templo quedó mejor conservado al albergar la prensa de la almazara. Tras dos siglos reducido a un edificio de menor importancia en la localidad, entre 2001 y 2003 la Junta de Extremadura llevó a cabo una importante obra de rehabilitación en el edificio, destinándose desde entonces a centro cultural para actos públicos. En 2019 se anunciaron nuevas obras de rehabilitación.

## Descripción
Es una obra de sillería de estilo tardogótico-renacentista, aunque cuenta con algunos elementos barrocos como la sacristía. El templo conventual se estructura en una sola nave, con cuatro tramos y cabecera con planta poligonal. La cubierta está formada por bóvedas nervadas apoyadas en arcos apuntados. Cuenta también con un coro. Se accede al templo desde el exterior a través de dos puertas con arco de medio punto, ubicadas a los pies y en el lado de la Epístola. La puerta principal alberga el escudo histórico de la villa y los de la Casa de Herrera y el Condado de Benavente.
Aunque en su origen fue un convento completo, actualmente poco se conserva fuera del templo. Se accedía a la zona conventual por la puerta del Evangelio; esta zona tiene hoy sus dependencias casi completamente en ruinas, pero mantiene reconocible su claustro, rectangular y de pequeñas dimensiones. Se conserva mejor la sacristía o capilla lateral datada en 1714, con bóveda de medio cañón y planta cuadrada; en esta parte del edificio destaca la ornamentación con yesería barroca en su cúpula, una decoración datada en el siglo XVIII.
Antes de la desamortización había numerosas imágenes en el convento, la mayoría de las cuales fueron trasladadas tras la exclaustración a la iglesia de la Asunción. Las imágenes principales del convento, dedicadas a los santos promotores de la orden Francisco de Asís y Pedro de Alcántara, se trasladaron a la ermita de la Virgen de la Luz. En la capilla destacaba la imagen de Cristo en la columna, que tuvo mucha devoción en la villa; actualmente se conserva en el convento el altar vacío donde se albergaba dicha imagen.

## Uso actual
El convento ha tenido en las dos primeras décadas del siglo XXI un uso limitado como centro cultural, a la espera de que se complete la segunda fase de la restauración del edificio, ya que en la villa ya existen otras instalaciones culturales como el cine-teatro municipal de la calle Valencia, una biblioteca municipal y una universidad popular. Dentro de sus eventos culturales, el convento ha destacado en la localidad por albergar cada verano la llamada Noche del Terror, una performance en la que se ambienta el interior del edificio con elementos de cine de terror, en el marco del Festival de Cine de Terror en el Castillo que se celebra durante esas fechas en la localidad.
Aparte del evento de terror, el convento se ha destinado ocasionalmente a usos culturales como rutas turísticas, entregas de premios, juegos de escape y degustaciones gastronómicas. En cuanto a los eventos particulares, una ordenanza de 2017 regula su uso como una de las dos sedes municipales de matrimonios civiles, junto con la casa consistorial.